# مرا بکش، مرگبار
مرا بکش، مرگبار (به انگلیسی: Kill Me, Deadly) فیلمی محصول سال ۲۰۱۵ و به کارگردانی دارت ساندرز است. در این فیلم بازیگرانی همچون کرستن ونسنس، لسلی-آن داون، جو مانتگنا و شیمار مور ایفای نقش کرده‌اند.